# Bacuma bicolor
Bacuma bicolor är en stekelart som först beskrevs av Szepligeti 1914.  Bacuma bicolor ingår i släktet Bacuma och familjen bracksteklar. Inga underarter finns listade.